# Langona mediocris
Langona mediocris är en spindelart som beskrevs av Wesolowska 1999 [2000. Langona mediocris ingår i släktet Langona och familjen hoppspindlar. Inga underarter finns listade i Catalogue of Life.